# Christian Ilić
Christian Ilić (* 22. Juli 1996 in Friesach, Österreich) ist ein kroatischer Fußballspieler.

## Karriere
Ilić begann seine Karriere beim WSV St. Lambrecht. 2007 wechselte er zum FC Judenburg, 2010 zum SVU Murau. 2011 kehrte er zu St. Lambrecht zurück, wo er von da an in der Kampfmannschaft in der sechstklassigen Unterliga Nord B spielte.
Nach dem Abstieg wechselte er zur Saison 2012/13 zum SC Weiz, wo er für die Zweitmannschaft und seltener für die Kampfmannschaft zum Einsatz kam. Im Sommer 2014 schloss er sich dem Zweitligisten TSV Hartberg an. Sein Debüt in der zweiten Liga gab er im September 2014, als er am neunten Spieltag der Saison 2014/15 gegen den SKN St. Pölten in der 86. Minute für Miodrag Vukajlovic eingewechselt wurde.
Zu Saisonende musste er mit Hartberg in die Regionalliga absteigen. Nach zwei Saisonen in jener Liga konnte man 2017 wieder in den Profifußball aufsteigen. Ilić kam in der Aufstiegssaison in 20 Spielen zum Einsatz, in denen er einen Treffer erzielen konnte. Mit Hartberg konnte er 2018 in die Bundesliga aufsteigen. Nach der Saison 2018/19 verließ er Hartberg und wechselte nach Rumänien zum Sepsi OSK Sfântu Gheorghe.
Nach nur zwei Wochen bei Sepsi wechselte er im Juli 2019 nach Schottland zum FC Motherwell, bei dem er einen bis Juni 2020 laufenden Vertrag erhielt. Der auslaufende Vertrag wurde nach acht Einsätzen in der Scottish Premiership nicht verlängert, woraufhin er den Verein zum 31. Mai 2020 verließ. Im August 2020 fand er mit dem bulgarischen Lokomotive Plowdiw einen neuen Verein.